# Ozero Bolojso
Ozero Bolojso (ryska: Озеро Болойсо) är en sjö i Belarus.   Den ligger i voblasten Vitsebsks voblast, i den norra delen av landet, 200 km norr om huvudstaden Minsk. Ozero Bolojso ligger 127 meter över havet. Arean är 1,4 kvadratkilometer. Den ligger vid sjön Ozero Vojso. Den sträcker sig 1,8 kilometer i nord-sydlig riktning, och 1,2 kilometer i öst-västlig riktning.
I omgivningarna runt Ozero Bolojso växer huvudsakligen savannskog. Runt Ozero Bolojso är det glesbefolkat, med 16 invånare per kvadratkilometer.